# Eruguera de les Filipines
L'eruguera de les Filipines (Edolisoma mindanense) és una espècie d'ocell de la família dels campefàgids (Campephagidae).

## Hàbitat i distribució
Habita boscos i vegetació secundària de les illes Filipines de Luzon, Mindoro, Samar, Leyte, Bohol, Mindanao, Basilan i l'Arxipèlag de Sulu.